# La Calera (San Luis)
La Calera (también conocida como El Gigante) es una localidad del departamento Belgrano, en el noroeste de la provincia de San Luis, Argentina. 

## Historia
Fundada el 24 de junio de 1856, su origen se remonta al siglo XVIII, con la creación de las primeras caleras construidas por los misioneros jesuitas, en los faldeos de las sierras del Gigante, en 1737, cuando se construyó la primera calera, constituyéndose la primera explotación minera de la historia de la actual provincia de San Luis.
En esta localidad se encuentra el centro educativo N.º 7 Geólogo Román Guiñazú, que ofrece servicio educativo desde Nivel inicial hasta nivel medio. Dicho centro educativo tiene 200 alumnos y 25 docentes entre maestros, profesores y directivos. Otras instituciones importantes son la fábrica de cemento Avellaneda y el centro de salud N.º 36.

## Geografía
Se accede a través de la Ruta Nacional 147, ingresando 10 km por el acceso a la localidad.

## Población
Contó con 598 habitantes (Indec, 2010), lo que representó un descenso del 2 % frente a los 615 habitantes (Indec, 2001) del censo anterior.
Según el censo 2022 la población total del municipio fue de 766 personas. En tanto, el número de viviendas registradas fue de 267.
| Gráfica de evolución demográfica de La Calera entre 1980 y 2022 |
|                                                                 |
| Fuente: Censos nacionales del INDEC                             |